# Dara Rolins
Dara Rolins, vlastním jménem Darina Rolincová, rozená Gambošová, (* 7. prosince 1972 Bratislava) je slovenská zpěvačka.

## Studium
Dara Rolins absolvovala pražskou státní konzervatoř – hudebně-dramatický obor.

## Kariéra
Ve čtyřech letech se poprvé objevila v televizi. Jako osmiletá holčička natočila první film. Dne 14. října 1980 byla vyloučena z pěveckého sboru, protože nebyla týmový hráč. Nesla to těžce a začala chodit na hodiny zpěvu. V devíti letech vydala první desku, které se prodalo 250 tisíc kusů. Dne 2. prosince 1982 se poprvé umístila v anketě Zlatý slavík. Ve dvanácti letech zabodovala v československých hitparádách duetem s Karlem Gottem Zvonky štěstí (Fang das Licht). V šestnácti letech opustila již manažerskou stáj Ladislava Štaidla a vydala se vlastní cestou.

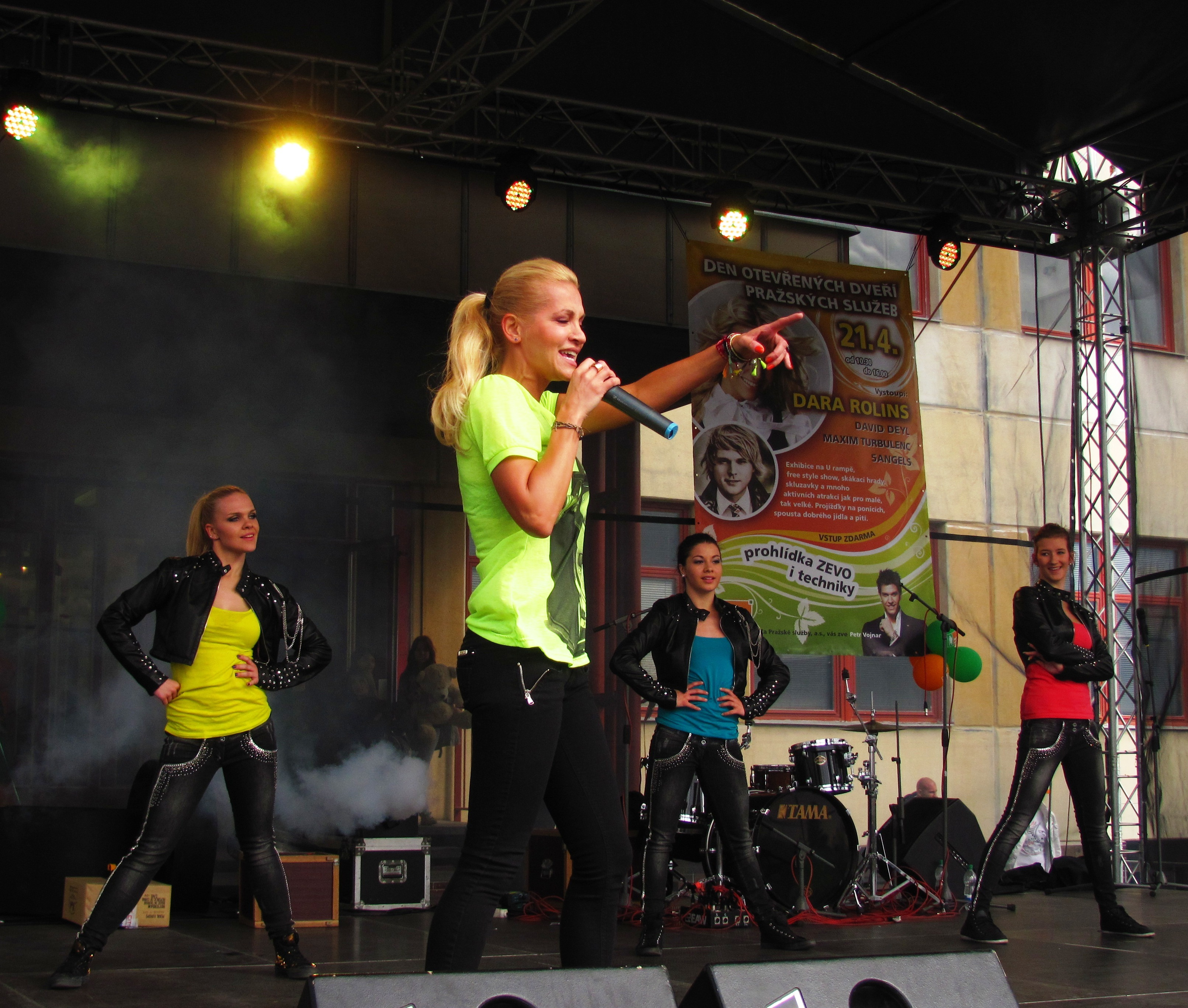
Dara Rolins (2012)

V roce 2009 byla porotkyní Československé SuperStar a také tváří pochodu proti rakovině prsu. V roce 2012 se stala jedním ze čtyř koučů Hlasu Česko Slovenska, a to společně se svým ex přítelem Rytmusem, Michalem Davidem a Pepou Vojtkem.

## Usmrcení z nedbalosti
Svým autem Mercedes Benz srazila 10. července 2010 v Šáreckém údolí třiašedesátiletého Jindřicha Rotrekla na motocyklu a ten zraněním podlehl. V říjnu 2010 byla obviněna z usmrcení z nedbalosti s trestem od jednoho do šesti let, v listopadu 2010 bylo trestní stíhání zastaveno a v září 2011 znovu zahájeno. V srpnu 2012 byla nepravomocně odsouzena k 26 měsícům podmíněného trestu s tříletou zkušební dobou. Proti trestu se na místě odvolala. Odvolací Městský soud v Praze v prosinci 2012 změnil rozsudek takto: 18 měsíců podmíněně s odkladem na 2,5 roku, 3 roky zákaz řízení, povinnost odškodnit pozůstalé. Díky amnestii vyhlášené prezidentem Václavem Klausem 1. ledna 2013 jí byl podle čtvrtého článku amnestie podmíněný trest prominut a také vymazán zápis z rejstříku trestů. Povinnost zaplatit rodině odškodné a tříletý zákaz řízení tím ale dotčeny nebyly.

## Diskografie (výběr)
- Sen lásky (1997)
- Butcher's On The Road s tehdejším projektem Sexy Dancers (1997)
- What´s My Name (2002)
- D1 (2006)
- D2 (2008)
- Stereo (2011)
- Etc (2017)

## Filmografie
- 1983 Tam je hviezda Sirius ....Lubka, zpěv
- 1984 Falošný princ ....zpěv
- 1986 Není sirotek jako sirotek ....zpěv
- 1990 Takmer ružový príbeh ....Darinka, Ruženka
- 2004 Ženy pro měny ....česká a slovenská celebrita
- 2011 V peřině ... učitelka v MŠ, zpěv

## Rodinné vztahy

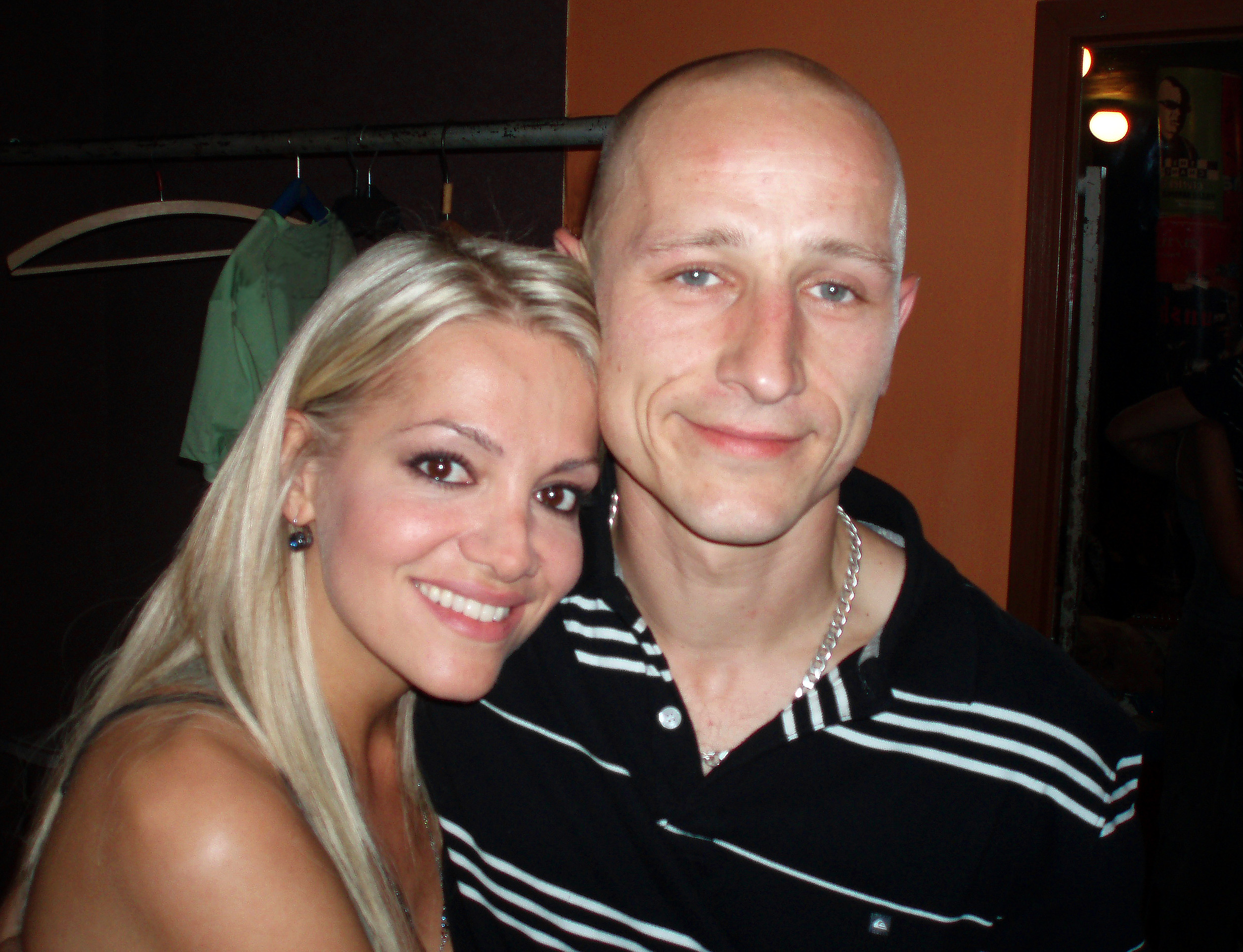
Dara Rolins s expřítelem Matějem Homolou

Dne 25. března 2008 se jí v nemocnici v Praze-Krči narodila dcera Laura. V listopadu 2010 skončil více než čtyři roky trvající vztah s jejím přítelem a Lauřiným otcem Matějem Homolou, zpěvákem a kytaristou skupiny Wohnout. V letech 2011 až 2018 tvořila pár se slovenským rapperem Rytmusem.
Její sestra Jana Rolincová-Hádlová je manažerka a textařka.